# A delfinek nyelvén
A delfinek nyelvén (eredeti cím: Eye of the Dolphin) 2007-ben bemutatott amerikai független filmdráma, melyet saját és Wendell Morris forgatókönyvéből Michael D. Sellers rendezett. A főbb szerepekben Carly Schroeder, Adrian Dunbar, George Harris, Katharine Ross és Christine Adams látható.
Folytatása 2010-ben jelent meg A delfin nyomában címmel, új szereplőgárdával.

## Cselekmény
Alyssa 14 éves, kissé zűrös életű lány. Édesanyja egy évvel ezelőtti halála óta nagyanyjával él, aki úgy gondolja, itt az ideje, hogy a lány apja is kivegye a részét a neveléséből. Az apát az anya még lányuk születése előtt elhagyta, jelenleg a Bahamákon él és delfinek kutatásával foglalkozik.
Alyssa érkezésekor apjának meg kell küzdenie a település politikai irányítójával, aki külső szakértők bevonásával turistalátványosságot akar csinálni a delfinek kutatásából. A helyi vállalkozók is a turizmust támogatják. Apa és lánya nem találják meg a közös hangot, a kölcsönös megértéshez Tamika, az apa barátnője és annak édesapja is hozzájárul.
Alyssa hamar megszokja a helyet és felfedezi, hogy felkeltette egy szabadon élő delfin érdeklődését. Amikor a helyi hatalom be akarja zárni a kicsiny kutatóbázist, Alyssa tevékenyen részt vesz a megmentésében és a helyiek szimpátiáját is elnyeri, amikor felszólal az ügy érdekében.

## Szereplők
| Színész         | Szerep                      | Magyar hang        |
| --------------- | --------------------------- | ------------------ |
| Carly Schroeder | Alyssa                      | Nemes Takách Kata  |
| Adrian Dunbar   | Dr. James Hawk delfinkutató | Kassai Károly      |
| George Harris   | Daniel, Hawk asszisztense   | Faragó András      |
| Katharine Ross  | Lucy, Alyssa nagymamája     | Menszátor Magdolna |
| Christine Adams | Tamika, Hawk barátnője      | Peller Anna        |
| Jane Lynch      | Glinton                     | Andresz Kati       |
| Andrea Bowen    | Candace                     |                    |

## Bemutató
Premierje a hollywoodi ArcLight Hollywood filmszínházban volt, 2007. augusztus 21-én. 2007. augusztus 24-étől több mint 100 mozi tűzte műsorra az USA-ban.
Az alábbi filmfesztiválokon mutatták be a program részeként:
- Tribeca Filmfesztivál
- Delray Beach Film Festival
- Kids First! Film Festival
- Tiburon Film Festival
- USA Family Film Festival
- Worldfest Houston Film Festival

## Díjak
- Winner of Best Drama in the International Family Film Festival
- Winner of Best Child Actor in the International Family Film Festival (Carly Schroeder)